# Humboldtstraße 3 (Zwickau)

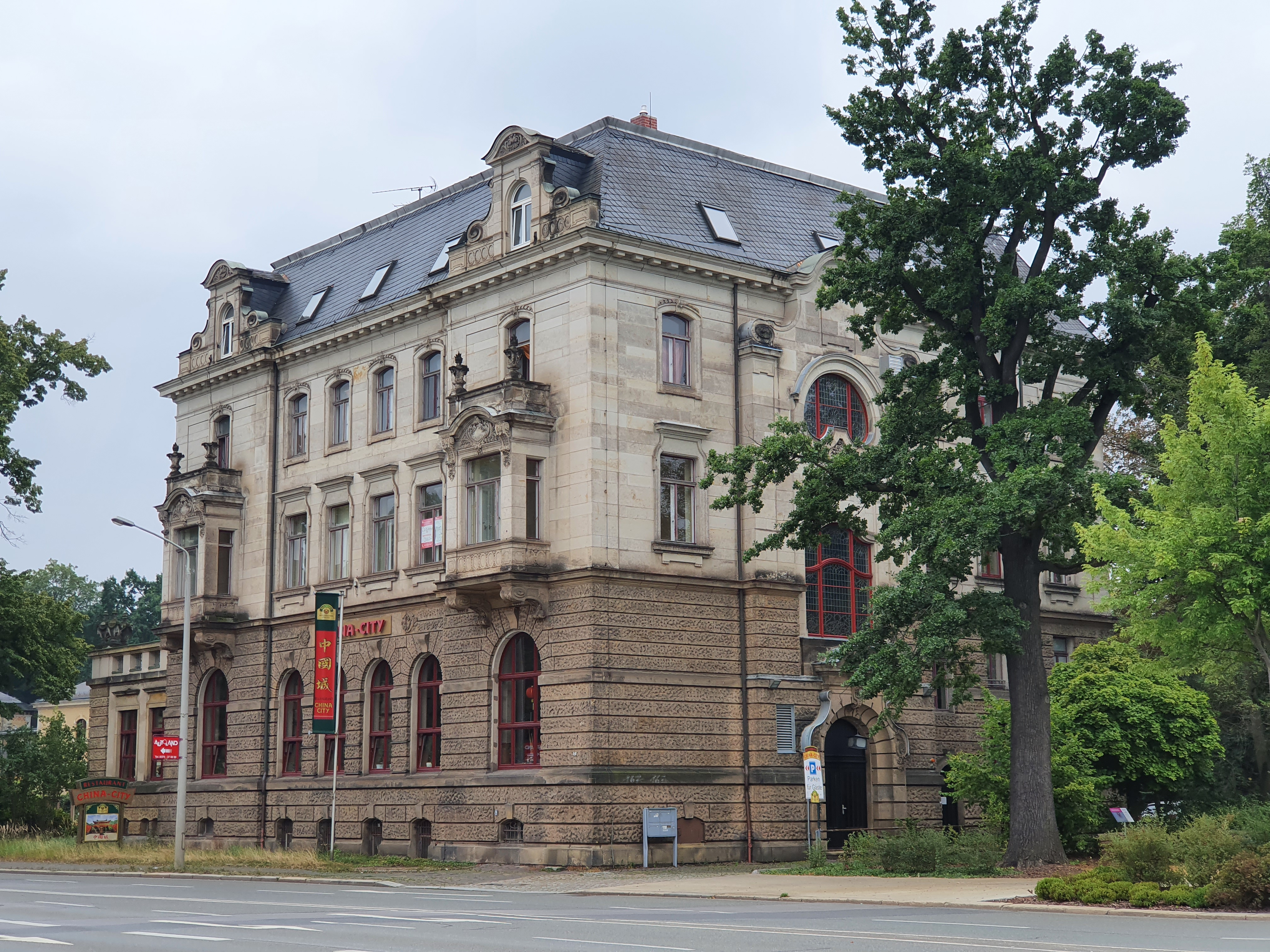
Humboldtstraße 3 (2020)

Das Gebäude der Humboldtstraße 3 steht im Schwanenteichpark in Zwickau. Historisch wurde es unter anderem als Reichsbank und Hauptpostamt genutzt.

## Geschichte
Der Zwickauer Baumeister Curt Zaeuner entwarf das neobarocke Gebäude mit Sandsteinverkleidung 1901 und leitete den Bau bis zur Fertigstellung 1903. Im Erdgeschoss befand sich zunächst die Reichsbankstelle Zwickau, eine Nebenstelle der Reichsbank Chemnitz, in den beiden Obergeschossen je eine hochherrschaftliche Etagenwohnung. 1924 wurde das Erdgeschoss südlich durch einen Anbau mit Dachterrasse für das erste Obergeschoss erweitert.
Nach dem Zweiten Weltkrieg zog die Verwaltung der Wismut AG ein und blieb dort bis zur Auflösung und Neugründung als Sowjetisch-Deutsche AG (SDAG). Am 16. November 1953 wurde das nachfolgende Hauptpostamt eröffnet. Bis 2000 nutzte die Deutsche Post AG die Geschäftsräume. Nach einer Sanierung eröffnete der neue Eigentümer 2008 ein China-Restaurant. In den Obergeschossen befinden sich Wohnungen und Büros.
Das Gebäude wurde nachträglich zum 2020 von der Stadt geschaffenen „Weg zur Industriekultur“ hinzugefügt, wodurch eine Informationsplakette an der straßenseitigen Fassade angebracht wurde.

## Lage
Das Gebäude ist Teil zweier Ensembles: Einerseits steht es im Nordosten des Schwanenteichparks, genauer im Rosengarten auf dem ehemaligen Bereich des Georgenhospitals. Andererseits reiht es sich ein in die benachbarten Gebäude des Historismus und der Gründerzeit: das Justiz- und ehemalige Postgebäude an der Humboldtstraße 1, das Amtsgerichtsgebäude an der Amtsgerichtsstraße sowie am Platz der Deutschen Einheit das Schulgebäude und das Gerichtsgebäude mit angeschlossenem Gefängnis. Für den Park gilt das Gebäude als passend, aber es stehe auch „heute etwas unglücklich an der vielbefahrenen Humboldtstraße“.